# Saint-Martin-des-Monts
Saint-Martin-des-Monts település Franciaországban, Sarthe megyében. Lakosainak száma 172 fő (2022. január 1.). Saint-Martin-des-Monts Saint-Aubin-des-Coudrais, La Ferté-Bernard, Villaines-la-Gonais, Boëssé-le-Sec, La Bosse és Cherré-Au községekkel határos.

## Népesség
A település népessége az elmúlt években az alábbi módon változott:
| Lakosok száma | 180  | 186  | 179  | 175  | 173  | 170  | 167  | 172  |
|               | 2013 | 2015 | 2017 | 2018 | 2019 | 2020 | 2021 | 2022 |